# Трета артилерийска бригада
Трета артилерийска бригада е българска артилерийска бригада формирана през 1915 година и взела участие в Първата световна война (1915 – 1918).

## История
Трета артилерийска бригада е формирана на 10 септември 1915 г., като в състава ѝ влизат 6-и и 16-и артилерийски полкове, 3-то нескорострелно отделение, 3-ти ескадрон и 3-та инженерна дружина. През Първата световна война (1915 – 1918) бригадата влиза в състава на 3-та пехотна балканска дивизия. За командир на бригадата е избран полковник Иван Пройнов.
При намесата на България във войната щаба на бригадата разполага със следния числен състав, добитък и обоз:
| Числен състав                       | Добитък  | Обоз                               |
| ----------------------------------- | -------- | ---------------------------------- |
| Офицери: 2 Подофицери и войници: 17 | Коне: 10 | Обикновени коли: 1 Товарни коли: 2 |

Трета артилерийска бригада е демобилизирана на 4 октомври 1918 г. Разформирана е през декември 1918 година.

## Командири
Званията са към датата на заемане на длъжността.
| №  | звание    | име          | дати                 |
| -- | --------- | ------------ | -------------------- |
| 1. | Полковник | Иван Пройнов | Първа световна война |